# Legio III Isaura
La Legio III Isaura ("dell'Isauria") era una legione romana attestata dalla fine del III secolo agli inizi del V secolo.
Il ruolo della legione era quello di proteggere i territori della Isauria dagli attacchi delle popolazioni delle montagne vicine. La III Isaura fu raccolta non oltre il regno dell'imperatore Diocleziano (284-305), anche se è possibile che sia stata fondata da Probo (276-282), il quale combatté contro quelle popolazioni nel 278.
La Notitia dignitatum, un documento dell'inizio del V secolo, colloca la III e la sua gemella II Isaura ancora in quella regione, al comando del comes rei militaris per Isauriam, nell'esercito campale del magister militum per orientem.